# Helen Estabrook
Helen Estabrook est une productrice de cinéma américaine née à Champaign (Illinois).

## Biographie
Helen Estabrook fait des études de sociologie à Harvard, dont elle sort diplômée en 2003.
Elle commence comme assistante de production à New York, puis déménage à Los Angeles. En août 2009, elle crée avec Jason Reitman la compagnie de production Right of Way Films.

## Filmographie
- 2009 : In the Air de Jason Reitman
- 2011 : Young Adult de Jason Reitman
- 2011 : Jeff, Who Lives at Home de Jay Duplass et Mark Duplass
- 2013 : Last Days of Summer de Jason Reitman
- 2013 : Whiplash (court-métrage) de Damien Chazelle
- 2014 : Men, Women and Children de Jason Reitman
- 2014 : Whiplash de Damien Chazelle
- 2018 : The Front Runner de Jason Reitman
- 2023 : Cat Person de Susanna Fogel

## Distinctions

### Récompenses
- AFI Awards 2015 : Film de l'année pour Whiplash

### Nominations
- Oscars 2015 : Nomination de Whiplash pour l'Oscar du meilleur film